# Yosa Buson
Yosa Buson, född omkring 1716 och död 1784, var en japansk målare och Haikupoet.
Buson var den egentlige instiftaren av den så kallade nykinesiska skolan, som anknyter till de senaste kinesiska dynastiernas mästare. Han är främst känd för sina djurbilder.